# Domingo Contreras Gómez
Domingo Contreras Gómez (Los Ángeles (Chile),14 de octubre de 1876 - † 1948) ; Abogado, Diputado de la República de Chile, período 1926 - 1930, hijo de José Dolores Contreras y Adelaida Gómez. Se casó con Hortensia Toro Amor, matrimonio del cual nacieron cuatro hijos. 
Estudió en el Liceo de Concepción y luego ingresó al curso de Leyes en la misma ciudad; juró como abogado el 4 de noviembre de 1900; su tesis se tituló “De las minas y de la propiedad minera.” 
Sus actividades fueron profesionales, agrícolas y periodísticas. 
Ejerció su profesión en la ciudad de Los Ángeles. 
Como agricultor, explotó los fundos “Santa Amalia”, "Los Robles" y "Los Cuartos", en el departamento de Laja; “La Esperanza”, “Pan de zúcar”, “Santa María”, “El Espino”, “Las Vigilias”, en Los Ángeles. 
Fue director de la Cooperativa Lechera Bío Bío. 
Como escritor, escribió tres libros de poesía y un estudio histórico de la ciudad de Santa María de Los Ángeles. 
Durante su permanencia en Concepción fundó la revista "Bohemia", en 1897, y fundó el diario "El Siglo" de Los Ángeles. 
Militó en el Partido Radical; presidente de la Asamblea Radical de Los Ángeles. 
Fue secretario de la Intendencia de Bío Bío, y luego intendente de la misma localidad, desde el 20 de julio de 1932 hasta el 4 de noviembre del mismo año, fecha en que renunció. 
En 1938 se desempeñó como regidor de la Municipalidad de Los Ángeles. Consejero de la Corporación de Reconstrucción y Auxilio. 
Fue elegido diputado por la Decimonovena Circunscripción Departamental de "Laja, Nacimiento y Mulchén", período 1926 a 1930; integró la Comisión Permanente de Legislación y Justicia y la de Hacienda.
Miembro y presidente del Club de La Unión de Los Ángeles; miembro del Centro Español; director honorario del Ateneo Camilo Henríquez. Director de la Asociación de Canalistas de El Laja. 
Fue sepultado en el Cementerio General de Los Ángeles. 

## Obras
- Ánfora. 1928. (libro de versos).
- La carabela. 1945. (romance histórico).
- La ciudad de Santa María de Los Ángeles. 1942. (estudio histórico, dos Tomos).
- Efímera. 1918. (poesía).